# Anticla amycla
Anticla amycla är en fjärilsart som beskrevs av Druce 1890. Anticla amycla ingår i släktet Anticla och familjen silkesspinnare. Inga underarter finns listade i Catalogue of Life.